# Benjamin Alvin Drew
Benjamin Alvin Drew (Washington, 1962. november 5. –) amerikai mérnök, űrhajós, ezredes. Az utolsó afroamerikai, aki a Space Shuttle fedélzetén repült. Az STS–133 küldetésen végrehajtott űrsétája alkalmával a 200. űrhajós lett, aki az űrrepülőgépen/űrállomáson kívül tevékenykedett.

## Életpálya
1984-ben a Légierő Akadémiáján (USAF Academy) űrhajózási mérnök diplomát szerzett. 1985-ben kapott helikopter vezetői jogosítványt. 1985-1987 között harci mentő helikopter pilóta. Szolgálati helikoptere a HH–3E volt. 1987-ben átképezték az MH–60G típusra. 1989-ben Panamában 1990-1991 között a Perzsa-öbölben, a Sivatagi Vihar hadműveletekben, 1991-1992 között Irakban teljesített szolgálatot. Több mint 60 harci bevetésen van túl. 1994-ben tesztpilóta kiképzésben részesült. 1995-ben az Embry Riddle Egyetem megvédte diplomáját. Több mint 3000 órát töltött a levegőben, több mint 30 típusú helikopteren repült, illetve tesztelt.
2000. július 26-ától a Lyndon B. Johnson Űrközpontban részesült űrhajóskiképzésben. A NASA képviseletében a Jurij Gagarin Űrhajóskiképző Központban műveleti igazgatóként összekötő szolgálatot teljesített. 2006-ban a Légierő Akadémiáján parancsnoki képzést kapott. Két űrszolgálata alatt összesen 25 napot, 13 órát és 00 percet (613 óra) töltött a világűrben. Űrhajós pályafutását 2013 októberében fejezte be.

## Űrrepülések
- STS–118, a Endeavour űrrepülőgép 20. repülésének küldetésfelelőse. A Nemzetközi Űrállomáshoz (ISS) vezető 22. Space Shuttle misszió – mely egyben a 150. amerikai emberes űrutazás. A Canadarm (RMS) manipulátor kar kezelésével elhelyezték és beüzemelték a szállított napelemtartó rácselemeket. Kirakták a 2,3 tonnányi eszközutánpótlást, átpakolták az 1,4 tonnányi hulladékot. Rádióamatőrként a ISS (ARISS) programjának keretében forgalmazást végzett földi amatőrökkel. Első űrszolgálata alatt összesen 12 napot, 17 órát, 55 percet és 34 másodpercet (306 óra) töltött a világűrben. 8 500 000 kilométert (5 274 977 mérföldet) repült, 202 kerülte meg a Földet.
- STS–133 a Discovery űrrepülőgép utolsó járatának, 39. repülésének küldetésfelelőse. Feladatuk a Leonardo Pressurized Multipurpose Module (PMM), az ExPRESS Logistics Carrier 4 (ELC4) és a Robonaut2 szállítása volt a Nemzetközi Űrállomásra. Második űrszolgálata alatt összesen 12 napot, 19 órát és 4 percet (307 óra) töltött a világűrben. Kettő űrséta (kutatás, szerelés) alatt összesen 12 órát és 48 percet töltött a világűrben. 8 536 190 kilométert (5 304 140 mérföldet) repült, 202 alkalommal kerülte meg a Földet.